# الشهباء (صحيفة)
الشهباء هي صحيفة سورية دورية تصدر باللغة العربية وهي من أقدم الصحف العربية أسسها عبد الرحمن الكواكبي في حلب عام 1877م.